# صهيب شراير
صهيب شراير (28 يوليو 1984 - بالمدية ) هو مذيع جزائري في قناة العربية يقدم الأخبار وبرنامج السباق الرئاسي حاليا وعمل سابقا في التلفزيون الجزائري وإذاعة الجزائر الدولية.

## النشأة والمسيرة المهنية
انضم لقناة العربية في منتصف يوليو 2010 وبدأ بعد ذلك في تقديم النشرات الإخبارية. عمل مراسلا لصحيفة الجيل الجزائرية أثناء دراسته. تخصص في دراسة الإذاعة والتلفزيون. وفي 2007، عمل مذيعا في إذاعة الجزائر الدولية مع إطلاقها وأذاع أول نشرة أخبار فيها. وقدم فيها البرنامج الأسبوعي «السلطة الخامسة». وقدم في 2007 و2008 برنامج «أماسي» الذي يهتم بالشعر والشعراء في تلفزيون الجزائر وبرنامج «صيف الجزائر» في نفس القناة التلفزيونية. وفاز بجائزة «الميكروفون الذهبي» لأحسن مقدم نشرات إخبارية في 2008 في الجزائر.

## الحياة الشخصية
خطب خديجة الرحالي وهي مذيعة مغربية في قناة الآن وعُقد حفل الخطوبة في فندق موفنبيك في دبي. وبعد الزواج أصبح لديهما طفلين (ولد وبنت) إيلاف وآسر
.

## الجوائز والتكريم
- «الميكروفون الذهبي» لأحسن مقدم نشرات إخبارية، الجزائر، 2008